# Élections législatives de 1997 en Haute-Corse
Les élections législatives françaises de 1997 se déroulent les 25 mai et 1er juin 1997. Dans le département de la Haute-Corse, deux députés sont à élire dans le cadre de deux circonscriptions.

## Élus
| Circonscription | Député sortant                                      | Parti | Parti | Député élu ou réélu | Parti | Parti         |
| --------------- | --------------------------------------------------- | ----- | ----- | ------------------- | ----- | ------------- |
| 1re             | Émile Zuccarelli                                    |       | PRS   | Émile Zuccarelli    |       | PRS           |
| 2e              | Jean-Claude Bonaccorsi suppléant de Pierre Pasquini |       | RPR   | Paul Patriarche     |       | Divers droite |

## Résultats

### Résultats à l'échelle du département
| Parti          | Parti                            | Premier tour | Premier tour | Second tour | Second tour | Sièges |
| Parti          | Parti                            | Voix         | %            | Voix        | %           | Sièges |
| -------------- | -------------------------------- | ------------ | ------------ | ----------- | ----------- | ------ |
|                | Rassemblement pour la République | 17 140       | 29,32        | 13 302      | 20,71       | 0      |
|                | Divers droite                    | 8 684        | 14,85        | 19 535      | 30,41       | 1      |
|                | La Droite indépendante           | 554          | 0,95         |             |             | 0      |
|                | Droite parlementaire             | 26 378       | 45,12        | 32 837      | 51,12       | 1      |
|                |                                  |              |              |             |             |        |
|                | Parti radical-socialiste         | 16 856       | 28,83        | 31 397      | 48,88       | 1      |
|                | Parti communiste français        | 6 780        | 11,60        |             |             | 0      |
|                | Les Verts                        | 401          | 0,69         | 0           |             |        |
|                | Gauche plurielle                 | 24 037       | 41,11        | 31 397      | 48,88       | 1      |
|                |                                  |              |              |             |             |        |
|                | Front national                   | 3 585        | 6,13         |             |             | 0      |
|                | Régionaliste                     | 3 369        | 5,76         | 0           |             |        |
|                | Divers écologiste                | 1 094        | 1,87         | 0           |             |        |
|                |                                  |              |              |             |             |        |
| Inscrits       | Inscrits                         | 97 179       | 100,00       | 97 174      | 100,00      | 2      |
| Abstentions    | Abstentions                      | 36 500       | 37,56        | 29 842      | 30,71       |        |
| Votants        | Votants                          | 60 679       | 62,44        | 67 332      | 69,29       |        |
| Blancs et nuls | Blancs et nuls                   | 2 216        | 3,65         | 3 098       | 4,6         |        |
| Exprimés       | Exprimés                         | 58 463       | 96,35        | 64 234      | 95,4        |        |

### Résultats par circonscription

#### Première circonscription (Bastia)
| Candidat       | Candidat                       | Parti              | Premier tour | Premier tour | Second tour | Second tour |  |
| Candidat       | Candidat                       | Parti              | Voix         | %            | Voix        | %           |  |
| -------------- | ------------------------------ | ------------------ | ------------ | ------------ | ----------- | ----------- |  |
|                | Jean-Louis Albertini           | RPR                | 8 953        | 35,41        | 13 302      | 45,69       |  |
|                | Émile Zuccarelli sortant réélu | PRS                | 8 599        | 34,01        | 15 813      | 54,31       |  |
|                | Michel Stefani                 | PCF                | 3 699        | 14,63        |             |             |  |
|                | Claude Leonardi                | FN                 | 2 028        | 8,02         |             |             |  |
|                | Jean-François Stefani          | Régionaliste (UPC) | 1 167        | 4,62         |             |             |  |
|                | Nadia Le Palabe                | GÉ                 | 434          | 1,72         |             |             |  |
|                | Jean-Charles Guerrini          | Les Verts          | 401          | 1,59         |             |             |  |
|                |                                |                    |              |              |             |             |  |
| Inscrits       | Inscrits                       | Inscrits           | 43 548       | 100,00       | 43 542      | 100,00      |  |
| Abstentions    | Abstentions                    | Abstentions        | 16 956       | 38,94        | 12 749      | 29,28       |  |
| Votants        | Votants                        | Votants            | 26 592       | 61,06        | 30 793      | 70,72       |  |
| Blancs et nuls | Blancs et nuls                 | Blancs et nuls     | 1 311        | 4,93         | 1 678       | 5,45        |  |
| Exprimés       | Exprimés                       | Exprimés           | 25 281       | 95,07        | 29 115      | 94,55       |  |

#### Deuxième circonscription (Corte - Calvi)
| Candidat       | Candidat                 | Parti              | Premier tour | Premier tour | Second tour | Second tour |  |
| Candidat       | Candidat                 | Parti              | Voix         | %            | Voix        | %           |  |
| -------------- | ------------------------ | ------------------ | ------------ | ------------ | ----------- | ----------- |  |
|                | Paul Patriarche élu      | Divers droite      | 8 684        | 26,17        | 19 535      | 55,63       |  |
|                | Paul Giacobbi            | PRS                | 8 257        | 24,88        | 15 584      | 44,37       |  |
|                | Pierre Pasquini sortant  | RPR                | 8 187        | 24,67        | Retrait     | Retrait     |  |
|                | François-Xavier Riolacci | PCF                | 3 081        | 9,29         |             |             |  |
|                | François Agostini        | Régionaliste (UPC) | 2 202        | 6,64         |             |             |  |
|                | Robert Jacob Dit Luzie   | FN                 | 1 557        | 4,69         |             |             |  |
|                | Jean Cardi               | LDI (MPF)          | 554          | 1,67         |             |             |  |
|                | Christian Vitali         | MÉI                | 372          | 1,12         |             |             |  |
|                | André Aloujes            | GÉ                 | 288          | 0,87         |             |             |  |
|                |                          |                    |              |              |             |             |  |
| Inscrits       | Inscrits                 | Inscrits           | 53 631       | 100,00       | 53 632      | 100,00      |  |
| Abstentions    | Abstentions              | Abstentions        | 19 544       | 36,44        | 17 093      | 31,87       |  |
| Votants        | Votants                  | Votants            | 34 087       | 63,56        | 36 539      | 68,13       |  |
| Blancs et nuls | Blancs et nuls           | Blancs et nuls     | 905          | 2,65         | 1 420       | 3,89        |  |
| Exprimés       | Exprimés                 | Exprimés           | 33 182       | 97,35        | 35 119      | 96,11       |  |